# John Goodricke
John Goodricke (17 de septiembre de 1764 - 20 de abril de 1786) fue un astrónomo aficionado eminente y con una sordera profunda.
Hijo de un diplomático inglés y su esposa holandesa, nació en Groninga, Países Bajos, en 1764.
Cuando tenía cinco años la escarlatina lo dejó sordo. Sus padres lo enviaron a una escuela especial de Edimburgo donde aprendió a leer los labios y desarrolló la capacidad de hablar. Después, estando en otra escuela especial hoy llamada en su honor Goodricke College cerca de York, se convirtió en un perspicaz astrónomo aficionado. En 1782, a los dieciocho años de edad, realizó una inspirada hipótesis sobre la peculiaridad de la estrella Algol.
La segunda estrella más luminosa de la constelación de Perseo es Algol, un nombre árabe que significa "la cabeza del ogro". Los astrónomos habían notado algo raro en ella, en concreto lo que se denomina estrella variable. Cada tres días su luz disminuye de repente en tres cuartas partes de su intensidad, y permanece oscura durante diez horas antes de recuperar su brillo máximo. Los griegos no fueron capaces de hipotizar sobre las causas, pensando que quizá fuese una excepción en lo que se suponía ser un universo perfecto e inmutable. Los astrónomos conocían esa estrella desde 1670 por lo menos, y su comportamiento seguía siendo un misterio.
Goodricke estudió la estrella y descubrió que la fluctuaciones en su brillo eran regulares, con un periodo de sesenta y ocho horas y cuarenta y nueve minutos. Para explicarlas, aventuró una hipótesis atrevida: sugirió que Algol tenía una compañera que orbitaba a su alrededor y que su brillo disminuía cuando esta compañera pasaba entre Algol y la Tierra, eclipsando la mayor parte de su luz. En la primavera de 1783, cuando sólo tenía dieciocho años, Goodricke presentó por escrito su hipótesis en la Royal Society. El 16 de abril de 1786, con veintiún años, fue admitido como miembro de la Sociedad y recompensado por la codiciada Medalla Copley. Cuatro días después, moriría de pulmonía.
En 1890, 104 años después de la muerte de Goodricke, el astrónomo alemán Hermann Carl Vogel, dirigió su espectroscopio hacia Algol y, partiendo del estudio de su espectro, estableció que la explicación de Goodricke era correcta. Algol era una binaria eclipsada: una estrella luminosa oscurecida periódicamente por una compañera oscura que orbitaba junto a ella. Esa estrella compañera fue llamada "Estrella Goodricke".
También en 1784 descubrió la variación de Beta Lyrae, caracterizada también por un eclipse, en este caso de otro tipo, en el que ambas estrellas, en este caso las dos luminosas, están tan cercanas entre sí y deformadas por la atracción recíproca que la variación de la luminosidad que se observa desde la Tierra ocurre de modo continuo, incluso cuando no hay eclipse, al variar la superficie aparente de las dos estrellas.
Sus descubrimientos fueron fundamentales para que, a partir del año 1900, se pudiera iniciar los sistemas de cálculo de las distancias cósmicas.
Entre octubre de 2005 y marzo de 2006, Sean Ellingham y James Valner de la Universidad de York, desarrollaron un proyecto destinado a intentar encontrar la posición del observatorio utilizado por Goodricke, usando los datos que este último había registrado. Un estudio de Sidney Melmore ha mostrado que John Goodricke trabajó en la Casa de la Moneda, cerca de la Catedral de York. Recreando sus observaciones, ambos estudiantes concluyeron que sus observaciones las había realizado desde la ventana más oriental del segundo piso.

Animación que muestra cómo se altera la curva de luz de una estrella binaria de contacto mientras realiza su órbita. Este caso presupone que el plano de la órbita cruza con la línea de observación del observador.